# Prix de marché

Le graphique de la formation des prix du marché dans un contexte de concurrence parfaite

Le prix de marché est le prix des biens et services déterminés par l'offre et la demande dans les régimes d'économie de marché.
La formation de ces prix de marché est l'un des domaines d'étude de la microéconomie.
- Qui influence sur la valeur de (prix de marché)?

En théorie classique et néoclassique appelées les libérales: l'égalité entre l'offre et la demande.